# 堀江忠男
堀江 忠男（ほりえ ただお、1913年9月13日 - 2003年3月29日）は、日本のサッカー選手、サッカー指導者、経済学者。早稲田大学名誉教授。
現役時代のポジションはポジションはフルバック（現在のディフェンダー）。静岡県浜名郡舞阪町（現：浜松市）出身。

## 来歴
静岡県立浜松第一中学校（現：静岡県立浜松北高等学校）時代にサッカーを始め、早稲田高等学院を経て早稲田大学政治経済学部に進学。在学中はア式蹴球部に所属した。
在学中の1934年5月に開催された第10回極東選手権競技大会のサッカー日本代表に選出されて、5月15日のフィリピン代表戦で初出場した。また、1936年にはベルリンオリンピックの日本代表に選出された。
ベルリン五輪では1回戦のスウェーデン代表戦に右FB(フルバック)で出場。前半15分、堀江は右腕を骨折するアクシデントに見舞われた。当時公式戦では選手交代が認められていなかった為、堀江はプレーを続けたが、再三堀江がいる日本の右サイドを破られた。前半24分と前半37分にスウェーデンのエリク・ペーションが決め、スウェーデンが2点をリードし、ハーフタイムに入った。後半、日本は3点を挙げ、逆転勝利をおさめた（ベルリンの奇跡）。右腕を骨折した堀江は続く準々決勝のイタリア代表戦には出場できなかった。試合は0-8で日本が敗北した。
帰国後は、在学中から内定の決まっていた朝日新聞社に入社して、記者を15年務めた。1951年からは早稲田大学政治経済学部の教授として教壇に立つ傍ら、ア式蹴球部の監督も務め、釜本邦茂、森孝慈らを擁した1966年度の第46回天皇杯全日本サッカー選手権大会で優勝した。時代はすでに実業団へと移行しており、大学勢としては最後の天皇杯優勝チームになった。また西野朗、岡田武史らも育てた。
経済学者としてはマルクス経済学に関する論文、著作を多く残した。
1987年から1993年まで、大月短期大学の学長を務めた。
2003年3月29日、東京都中野区で肺炎により死去した。

## 所属クラブ
- 静岡県立浜松第一中学校（現：静岡県立浜松北高等学校）
- 早稲田高等学院
- 早稲田大学 / 早大WMW

## 代表歴

### 出場大会
- 第10回極東選手権競技大会
- ベルリンオリンピック

### 試合数
- 国際Aマッチ 3試合 0得点(1934-1936)

| 日本代表 | 国際Aマッチ | 国際Aマッチ | その他 | その他 | 期間通算 | 期間通算 |
| 年       | 出場        | 得点        | 出場   | 得点   | 出場     | 得点     |
| -------- | ----------- | ----------- | ------ | ------ | -------- | -------- |
| 1934     | 2           | 0           | 0      | 0      | 2        | 0        |
| 1935     | 0           | 0           | 0      | 0      | 0        | 0        |
| 1936     | 1           | 0           | 0      | 0      | 1        | 0        |
| 通算     | 3           | 0           | 0      | 0      | 3        | 0        |

### 出場
| No. | 開催日         | 開催都市 | スタジアム | 対戦相手     | 結果 | 監督     | 大会         |
| --- | -------------- | -------- | ---------- | ------------ | ---- | -------- | ------------ |
| 1.  | 1934年05月15日 | マニラ   |            | フィリピン   | ○4-3 | 竹腰重丸 | 極東選手権   |
| 2.  | 1934年05月20日 | マニラ   |            | 中華民国     | ●3-4 | 竹腰重丸 | 極東選手権   |
| 3.  | 1936年08月04日 | ベルリン |            | スウェーデン | ○3-2 | 鈴木重義 | オリンピック |

## 指導歴
- 早稲田大学：監督

## 著書・訳書
- 堀江忠男『わが青春のサッカー』岩波書店、1980年2月20日。ASIN B000J8A8O6。
- 堀江忠男『One free world ある経済学者の昭和史』新評論、1989年7月。ISBN 4794800363。
- カート・ドップァー 著、堀江忠男 訳『開発の新しい政治経済学 統合理論とアジアの経験』新評論、1990年12月。ISBN 4794800673。

他

## 文献
1. 1 2 3  「オリムピックへ十六選手決定す」朝日新聞 (1936年4月23日) 2016年9月11日閲覧
2. ↑  “浜松のサッカー”. 浜名湖国際頭脳センター. 2016年9月20日閲覧。
3. ↑  “第10回極東選手権大会”. 日本サッカー協会. 2016年9月20日閲覧。
4. ↑  サッカーの話をしようNo.95　３人目の交代をどう使うか-大住良之オフィシャルアーカイブサイト
5. ↑  後藤健生 「日本サッカー史 日本代表の90年」双葉社　2007年1月23日 P65～P70
6. 1 2 3 4  “元早大サッカー部監督・堀江忠男氏が死去”. 日刊スポーツ (2003年3月29日). 2014年9月5日閲覧。
7. ↑  “歴代学長”. 大月短期大学. 2012年12月29日閲覧。
8. ↑  “堀江忠男氏死去”. 共同通信 (2003年3月29日). 2014年9月5日閲覧。